# Andrea Matteo Palmieri
Andrea Matteo Palmieri (Napoli, 10 agosto 1493 – Roma, 20 gennaio 1537) è stato un cardinale e arcivescovo cattolico italiano.

## Biografia
Il giorno della sua nascita ci è sconosciuto. La data 10 agosto 1493, attestata da alcuni, discorda con un fatto noto, e cioè che al momento della sua nomina ad arcivescovo di Acerenza e Matera nel 1518 aveva 26 anni, tanto che fu necessaria una dispensa pontificia data la giovane età.
Anche le origini familiari non sono note: Camillo de Lellis ricorda, senza molta precisione, come la famiglia Palmieri fosse variamente attestata in Italia e particolarmente nel Regno di Napoli. È certo però che fosse nipote del vescovo Vincenzo Palmieri, che nel 1518 gli cedette l'arcidiocesi di Acerenza e Matera.
Durante il pontificato di papa Adriano VI concorse con le sue finanze alla difesa dei cavalieri di Rodi contro i Turchi e mentre si apprestava lui stesso a condurre la flotta pontificia contro i turchi giunse la notizia della caduta di Rodi.
Papa Clemente VII lo creò cardinale nel concistoro del 21 novembre 1527 e lo stesso giorno gli assegnò il titolo di San Clemente.
Il 21 agosto 1528 rinunciò al governo pastorale dell'arcidiocesi in favore del fratello Francesco. Fu poi per brevi periodi amministratore apostolico delle diocesi di Sarno, di Lucera, di Conza e di Policastro.
Il 9 gennaio 1534 divenne camerlengo del Sacro Collegio, carica che mantenne, secondo consuetudine, per un anno.
Poco prima della morte, l'imperatore Carlo V lo nominò governatore di Milano.
Fu sepolto a Roma, in Santa Maria del Popolo.